# تشارلز لاثروب باك
تشارلز لاثروب باك، (7 مايو 1857 - 14 يونيو 1937)، رجل أعمال أمريكي من الجيل الثالث من رجال الأخشاب، كان "أحد أغنى خمسة رجال في أمريكا قبل الحرب العالمية الأولى".
بُني نجاحهُ المالي على نجاح والده جورج ويليس باك وجده جورج باك الابن في قطاع الغابات. نشأ تشارلز ل. باك على ضفاف بحيرة هورون في شبه جزيرة ميشيغان الدنيا، وعاش في كليفلاند، أوهايو، من عام 1871 حتى السنوات الأولى من القرن العشرين. ومن خلال استثماراته في الأخشاب في الجنوب الأمريكي والأعمال المصرفية والعقارات، أصبح باك من أصحاب الملايين. وخلال الحرب العالمية الأولى، كان أحد المنظمين الرئيسيين وشارك بشكل كبير في حركة الحدائق الحربية في الولايات المتحدة.
وخلال عقد الثلاثينيات من القرن العشرين، كان رئيساً لجمعية الأشجار الأمريكية.

## حدائق النصر
في مارس 1917، نظّم تشارلز لاثروب باك اللجنة الوطنية الأمريكية للحدائق الحربية وأطلق حملة الحدائق الحربية. بعد الحرب، قام بتوثيق حركة حدائق النصر في كتاب "حديقة الحرب المنتصرة".

## هواية جمع الطوابع
كان تشارلز باك من هواة جمع الطوابع، وقد اشتهر بمجموعاتهِ من طوابع البريد الحائزة على جوائز.
وقد اشتهر باك بمجموعاتهِ من طوابع البريد لنيو ساوث ويلز ونيوزيلندا وكندا ورأس الرجاء الصالح وإسبانيا والأرجنتين والأوروغواي والبرازيل. وقد اشتهر بشكل خاص بطباعة طوابع البرازيل المبكرة وطوابع الأوروغواي "ديليجينسيا" لعام 1856.
وقد أدت مجموعة باك من طوابع البريد للملكة فيكتوريا إلى نشر كتابهِ الشهير "فيكتوريا: صور فيكتوريا نصف الطول والملكة المتوجة بنصف بنس" في عام 1923.

## التكريم
حصل باك على تقدير عالمي والعديد من الجوائز. وقد وقع على قائمة هواة جمع الطوابع المميزين في عام 1921. كما كان أول أمريكي يحصل على ميدالية كروفورد في عام 1923، من الجمعية الملكية لهواة جمع الطوابع في لندن. كما كان أول أمريكي يحصل على ميدالية ليندنبرج في عام 1926، من نادي برلينر لهواة جمع الطوابع، وأول شخص يحصل على جائزة الاستحقاق من نادي هواة جمع الطوابع في نيويورك. ولقد أدرج اسمهُ في قاعة مشاهير الجمعية الأمريكية لهواة جمع الطوابع ضمن أول مجموعة من خمسة عشر هاوي من هواة جمع الطوابع في عام 1941.

## الأعمال الخيرية
وفقًا لكاتبة سيرتهِ الذاتية، ألكسندرا إيل، فإن تشارلز لاثروب باك "أنفق 2.8 مليون دولار على الحفاظ على الغابات. إلا أن هذا الرقم منخفض...

## وفاته

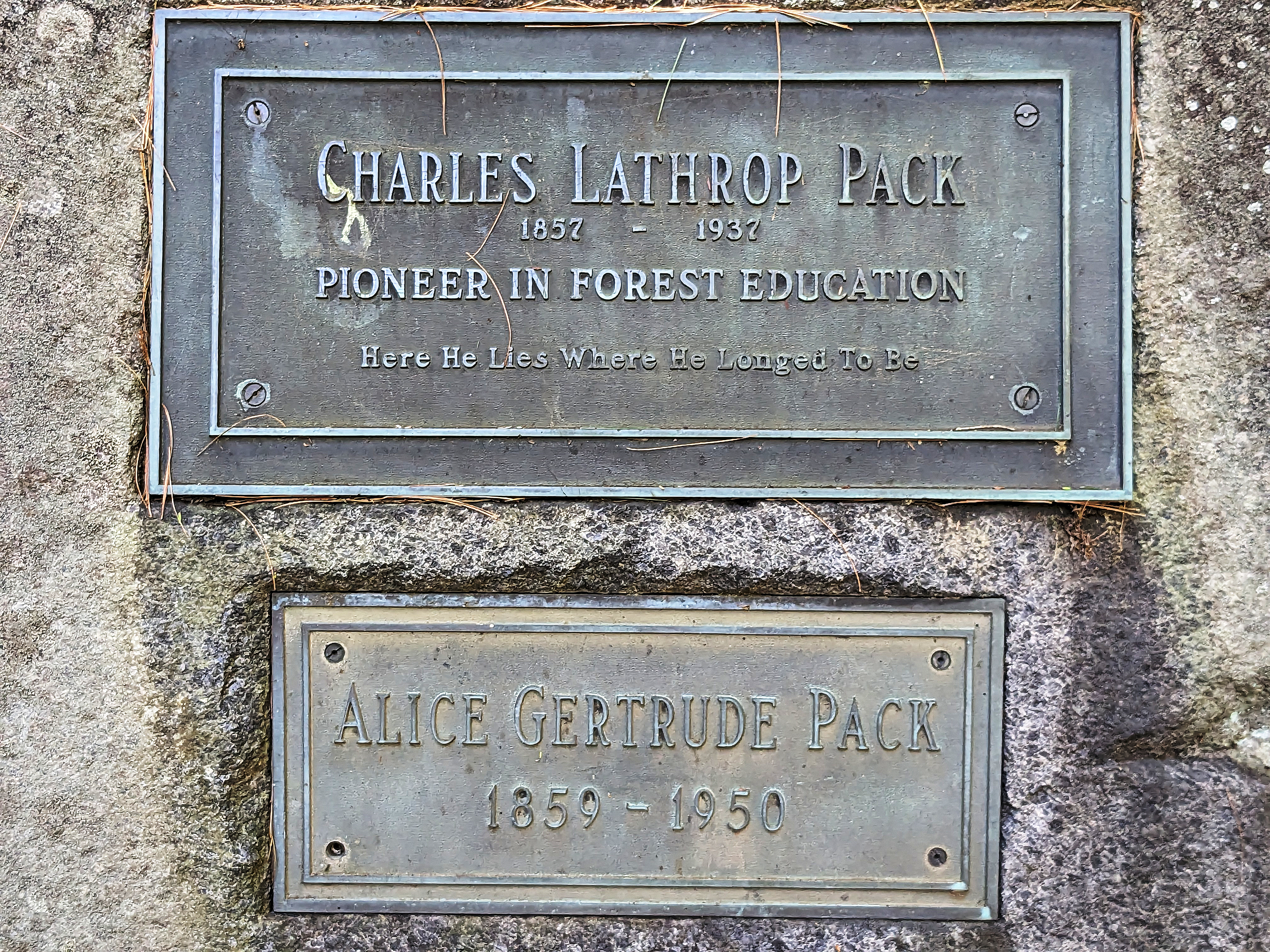
شاهد قبر تشارلز لاثروب باك (GPS 43.550305, -73.808994)

دُفنت رفات باك في عام 1937 "تحت شجرة صنوبر بيضاء في غابة تشارلز لاثروب باك في وارنسبرغ بنيويورك. وهو موقع اختاره بنفسه".